# Hugo Münsterberg
Hugo Münsterberg (Gdańsk, 1 juni 1863 – Cambridge (Massachusetts), 19 december 1916) was een Duits-Amerikaanse psycholoog. Hij was een pionier in de toegepaste psychologie, zijn onderzoek en theorieën gingen over industriële/organisatorische, legale, medische, klinische, educatieve en zakelijke wereld. Münsterberg had te maken met ernstige weerstand tijdens het uitbreken van de Eerste Wereldoorlog. Zwevend tussen zijn trouw aan Amerika en zijn thuisland, verdedigde hij vaak de acties van Duitsland wat hem veel kritiek opleverde. De Duitse keizer decoreerde hem op 23 augustus 1911 met de IIe Klasse van de Orde van de Rode Adelaar.

## Publicaties
- Die Willenshandlung (1888)
- Beiträge zur experimentellen Psychologie (1889-92) Vol. 1, Vol. 2, Vol. 3, Vol. 4
- Psychology and Life (1899)
- Grundzüge der Psychologie (1900)
- American Traits from the point of view of A German (1901)
- Die Amerikaner (1904)
- The principles of Art Education (1905)
- Science and Idealism (1906)
- On the witness Stand (1908)
- Aus Deutsch-Amerika (1908)
- Psychology and Crime (1908)
- The Eternal Values (1909)
- Psychology and the Teacher (1909)
- Psychotherapy (1909)
- Vocation and Learning (1912)
- Psychology and Industrial Efficiency (1913)
- Psychology and Social Sanity (1914)
- Grundzüge der Psychotechnic (1914)
- Psychology, General and Applied (1914, textbook)
- The War and America (1914)
- Business Psychology (1915, textbook for La Salle Extension University, Chicago)
- Tomorrow (1916)
- The Photoplay. A psychological study (1916)